# Mělnické Vtelno
Mělnické Vtelno är en ort i Tjeckien.   Den ligger i regionen Mellersta Böhmen, i den centrala delen av landet, 40 km nordost om huvudstaden Prag. Mělnické Vtelno ligger 274 meter över havet och antalet invånare är 816.
Terrängen runt Mělnické Vtelno är platt, och sluttar söderut. Runt Mělnické Vtelno är det ganska glesbefolkat, med 47 invånare per kvadratkilometer. Närmaste större samhälle är Mladá Boleslav, 16,1 km öster om Mělnické Vtelno. Trakten runt Mělnické Vtelno består till största delen av jordbruksmark.